# Liste der Präsidenten von Guyana
Dieser Artikel listet die Präsidenten von Guyana in Südamerika.
| Name                 | Lebensdaten | Amtszeit                            |
| -------------------- | ----------- | ----------------------------------- |
| Arthur Chung         | 1918–2008   | 17. März 1970 – 6. Oktober 1980     |
| Forbes Burnham       | 1923–1985   | 6. Oktober 1980 – 6. August 1985    |
| Hugh Desmond Hoyte   | 1929–2002   | 6. August 1985 – 10. Oktober 1992   |
| Cheddi Jagan         | 1918–1997   | 13. Oktober 1992 – 7. März 1997     |
| Samuel A. Hinds      | * 1943      | 7. März 1997 – 19. Dezember 1997    |
| Janet Jagan          | 1920–2009   | 19. Dezember 1997 – 11. August 1999 |
| Bharrat Jagdeo       | * 1964      | 11. August 1999 – 3. Dezember 2011  |
| Donald Ramotar       | * 1950      | 3. Dezember 2011 – 16. Mai 2015     |
| David Arthur Granger | * 1945      | 16. Mai 2015 – 2. August 2020       |
| Irfaan Ali           | * 1980      | seit 2. August 2020                 |

Von 1966 bis 1970 war die britische Königin Elisabeth II. das Staatsoberhaupt, sie wurde von Generalgouverneuren vertreten.